# Ceratocapsus cunealis
Ceratocapsus cunealis är en insektsart som beskrevs av Henry 1985. Ceratocapsus cunealis ingår i släktet Ceratocapsus och familjen ängsskinnbaggar. Inga underarter finns listade i Catalogue of Life.